# Amanitina
El compuesto alfa-amanitina o α-amanitina es un péptido no ribosomal cíclico de ocho aminoácidos, probablemente una de las toxinas del grupo de las amatoxinas más letales, encontradas en varias especies del género de hongos Amanita, en particular Amanita phalloides, la oronja verde, y en Amanita virosa. El compuesto se encuentra también en los hongos Galerina marginata y Conocybe filaris. La LD50 (dosis letal media) es de aproximadamente 0.1 mg/kg. La α-amanitina es un inhibidor de la ARN polimerasa II, lo que hace que sea una ponzoña tan letal en animales.
La penicilina compite con las amanitinas en el sistema de entrada celular de la membrana del hepatocito, por lo que es un efectivo antídoto contra los efectos del envenenamiento por estos tóxicos.

## Estructura
La estructura química de la α-amanitina es la de un polipéptido poco típico, debido a las ramificaciones de la cadena de aminoácidos. Dos moléculas de triptófano y una de cisteína modificadas permiten la formación de un segundo lazo cíclico interno, como se observa en la imagen de su estructura química. El lazo más externo es formado por el enlace peptídico normal entre los extremos carboxilo y amino terminales de la cadena.
Además de la α-amanitina, existen otros octapéptidos cíclicos estructuralmente relacionados, llamados β-amanitina y γ-amanitina, todos resistentes a la cocción y altamente hepatotóxicos, cariolíticos e hipoglucemiantes.

## Cuadro clínico
La α-amanitina tiene una afinidad extremadamente elevada por la enzima ARN polimerasa II. Cuando se ingiere el compuesto, se une a la enzima, causando citólisis efectiva de las células del hígado. Los primeros síntomas pueden retrasar su aparición hasta 24 horas o aún más tarde después de la ingesta de las setas. Este retraso dificulta el diagnóstico y el tratamiento y compromete el pronóstico. Para cuando aparecen los síntomas, se ha vuelto inútil el lavado gástrico. Los primeros síntomas son diarrea y cólicos. Estos ceden, dando una falsa impresión de recuperación. Por lo general, al cuarto o quinto día, empiezan a aparecer los signos debidos a la destrucción masiva de los hepatocitos y las células de los riñones, conllevando a una insuficiencia de ambos órganos. La muerte ocurre aproximadamente una semana después de la ingesta de la toxina.

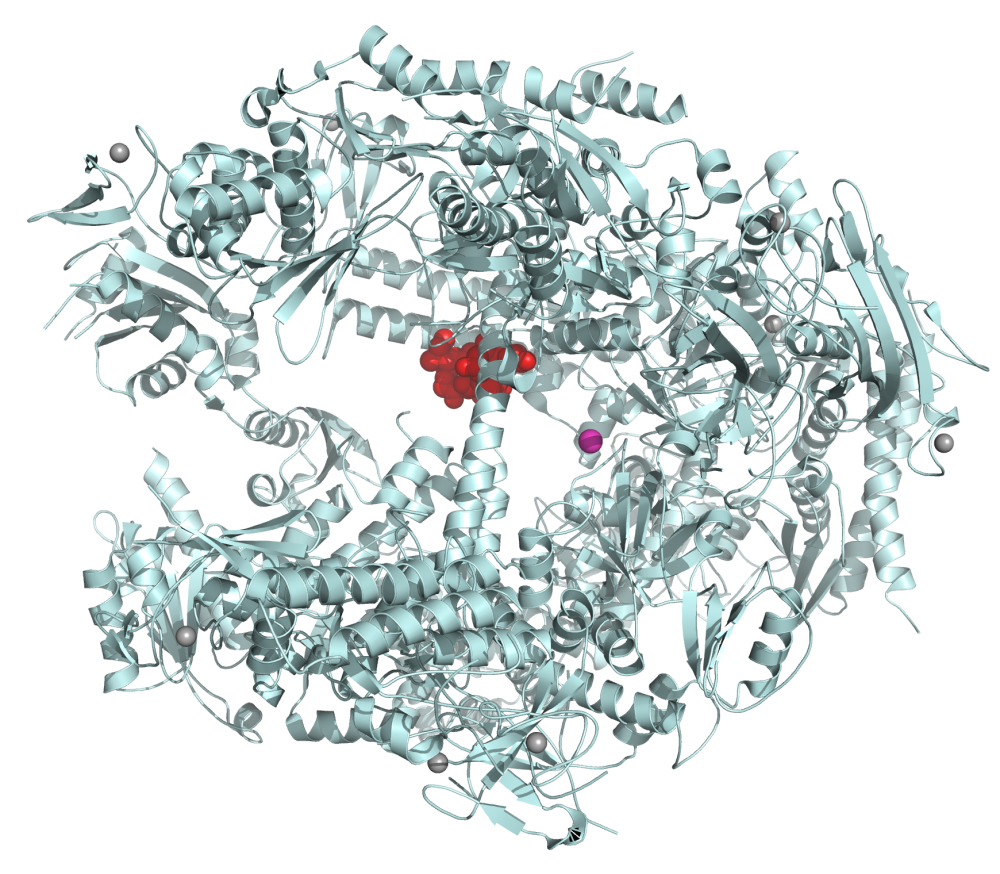
α-Amanitin (en rojo) unida a la enzima ARN polimerasa II de Saccharomyces cerevisiae (levadura). De.

Cerca de un 15 % de los pacientes envenenados morirán a los 10 días pasando por un estado comatoso, insuficiencia hepática, coma hepático, insuficiencia respiratoria y finalmente la muerte. Aquellos que se recuperan suelen sufrir secuelas hepáticas y renales.

## Mecanismo de acción
Con la estructura de cristal resuelta por Bushnell et al., se sabe que la α-amanitina interactúa con la hélice de la ARN polimerasa II. Esta interacción interfiere con la traslocación del ARN y el ADN necesaria para dejar el sitio de acción de la enzima libre para el siguiente ciclo en la síntesis de ARN. La unión de la α-amanitina puede disminuir la tasa de traslocación de la ARN polimerasa II a una velocidad de solo varios nucleótidos por minuto, aunque tiene poco efecto en la afinidad de la polimerasa por el nucleósido trifosfato, de modo que aún se pueden formar los enlaces fosfodiester. La hélice en cuestión ha evolucionado de modo que es flexible y sus movimientos conformacionales son requeridos para la traslocación de la polimerasa II de la cadena del ADN. Cuando la α-amanitina se une, le confiere rigidez a la molécula, lo que le impide la traslocación, reduciendo la velocidad de síntesis de las moléculas de ARN.